# 甲酸双氢睾酮
甲酸双氢睾酮（或称为甲酸雄烷醇酮，甲酸雄诺龙，5α-双氢睾酮-17β-甲酸酯）是一种雄激素酯，从未上市。